# Eustacio Rizo
Eustacio Rizo Escoto (Arandas, 30 settembre 1971) è un ex calciatore messicano, di ruolo attaccante.

## Carriera

### Club
Debutta il 10 febbraio 1994 in Tecos-Atlas 0-0; nella sua prima stagione nella Primera División messicana gioca otto partite segnando due volte. Fino al campionato di Verano (estate) 1999 gioca per i Tecos de la UAG; nel campionato di Invierno 1999 passa al Cruz Azul, dove gioca 10 partite non andando mai a segno. Dopo la stagione di Verano 2000 con il Chivas perde la via del gol, rimanendo a secco di reti fino al campionato di Apertura 2003, quando tornato al Tecos de la UAG segna una sola rete; si ritira la stagione successiva.

### Nazionale
Con la nazionale messicana ha giocato dal 1995 al 1997.

## Palmarès

### Club

#### Competizioni internazionali
- Coppa delle Coppe CONCACAF: 1

Tecos: 1995